# Дратхаар
Дратхаар, или немецкая жесткошёрстная легавая (нем. deutsch drahthaar) — крупная порода охотничьих собак; выведена в конце XIX века в Германии на основе уже имеющихся пород легавых — пудельпойнтера, штихельхаара, гриффона Кортальса.
Ближайшими родственниками дратхаара являются курцхаар и лангхаар.

## Внешний вид
Телосложение достаточно массивное, грубоватое. Окрас пятнистый.

## Применение
Жёсткая шерсть собаки в достаточной степени защищает её от неблагоприятных погодных условий, благодаря чему собака завоевала большую популярность у охотников всего мира. Собака-универсал: может использоваться как в охоте на птицу, так и на более крупного зверя (кабан). В задачу собаки входит обнаружить добычу и оповестить об этом хозяина, сделав «стойку». Так же, в случае крупного зверя, собака отвлекает его внимание лаем, давая охотнику возможность добыть зверя. Если в качестве добычи используется некрупный зверь или птица, то собаку используют, чтобы достать подстреленную добычу из труднодоступного для человека места (кустарник или водоем).
Характер у дратхаара твердый, управляемый, уравновешенный. Он не робеет перед дичью или при выстреле, не трусливый, но и не агрессивный.
В среднем дратхаары живут 14—16 лет. Особенность породы — врожденная низкая агрессия к людям.